# Wilhelm Carl Bernt Stricker
Wilhelm Carl Bernt Stricker (6. november 1817 i Bouchain, Frankrig – 26. august 1885) var en dansk officer.

## Uddannelse og deltagelse i Treårskrigen
Slægten er af polsk adel. Faderen, Justus Alexander Rømeling Stricker (død 30. januar 1841), var søn af Carl Alexander Stricker og oberst og bataljonskommandør i 2. jyske Infanteriregiment, der deltog i Auxiliærkorpsets andet tog til Frankrig. Officererne havde lov til at tage deres hustruer med, og således skænkede Maria født Stintzing 6. november 1817 sin mand sønnen Wilhelm i Bouchain, hvor prins Vilhelm af Hessen stod fadder til ham. Han blev landkadet 1829 og sekondløjtnant 1835 ved Prins Christians Regiment. Ved Hærforandringen 1842 blev Stricker, der havde en statelig skikkelse, megen pligtfølelse og stor hurtighed i udøvelse af tjenesteforretninger, adjudant ved 6. bataljon, hvormed han 1848 rykkede i felten. I slutningen af april blev han stabschef ved 2. brigade og deltog i kampene ved Nybøl og Dybbøl. vinteren 1848-49 var han til tjeneste ved Eksercer- og Kommandoskolen i København; blev i februar kaptajn af 2. klasse og stabschef ved 1. brigade (oberst Ole Krabbe), hvormed han deltog i fægtningerne ved Adsbøl og Ullerup samt i forsvaret af Als. Særlig udmærkede han sig i slaget ved Isted under forsvaret af Vedelspangpasset og under kampen ved Mysunde.

## 2. Slesvigske Krig
Efter fredslutningen blev Stricker tjenestgjørende ved 1. bataljon, avancerede i 1852 til kaptajn af 1. klasse og forsattes 1861 til 9. bataljon, medens han ved mobiliseringen 1863 udnævntes til kommandør for 11. regiments 1. bataljon. Han deltog i kampen ved Ovre Selk, hvor det skyldtes ham, at fægtningslinjen nord for Vedelspang nogenlunde retableredes, og i kampen ved Sankelmark, hvor han fik hesten skudt under sig. Han overtog dernæst befalingen over 11. regiment, som han på få afbrydelser nær førte under den øvrige del af felttoget, således i kampen ved Vejle, idet han udnævntes til major.

## General
Efter felttogets slutning blev Stricker kommandør for 7. regiment (bataljon) og udnævntes ved gennemførelsen af Hærloven af 1867 til oberst af Generalstaben og chef for dennes taktiske afdeling. Som sådan blev han stabschef under den første lejrsamling, 1868, og formand for en lærebogs- og transportkommission, men kom i 1870 tilbage til fodfolket som chef for 24. bataljon. I 1874 udnævntes han til souskommandant i København samt i 1877 til general og chef for 2. sjællandske brigade. Året efter benådedes han med Kommandørkorset af Dannebrogordenen af 1. grad, efter at sammes 2. grad var blevet ham tildelt i 1873. Han var også Dannebrogsmand. Fra 1879 stod han som generalinspektør i spidsen for fodfolket og døde i denne stilling 26. august 1885.
3. maj 1845 ægtede Stricker Hedwig Helene Bahneberg, datter af kancelliråd og udskrivningschef Christian Bahneberg.
Det Nationalhistoriske Museum på Frederiksborg Slot har et portrætmaleri af Stricker malet af Johannes Jensen. Desuden fotografier af F.F. Petersen og Emil Rye.